# Sainte-Soline
 Sainte-Soline  es una población y comuna francesa, en la región de Poitou-Charentes, departamento de Deux-Sèvres, en el distrito de Niort y cantón de Lezay.

## Demografía
| 602 | 544 | 445 | 414 | 376 | 367 | 398 | 399 | 348 | 359 | 350 | 349 |
| Para los censos de 1962 a 1999 la población legal corresponde a la población sin duplicidades (Fuente: INSEE [Consultar]) |     |     |     |     |     |     |     |     |     |     |     |